# Vladimír Drahoš
Vladimír Drahoš (3. června 1925 Třebíč – 28. června 1978 Brno) byl český elektrotechnik, pedagog a spisovatel.

## Biografie
Narodil se 3. června 1925 v Třebíči do rodiny obchodníka a v roce 1944 (dle jiných zdrojů v roce 1945) odmaturoval na gymnáziu v Třebíči, následně nastoupil na brněnskou techniku, kde dokončil studium v roce 1949. Vrátil se do Třebíče a oženil se. Později začal pracovat ve výzkumném středisku Tesla Elektronik a v roce 1951 se vrátil na brněnskou techniku, kde se věnoval v rámci dalšího studia elektronové optice, jeho školitelem byl Aleš Bláha. V roce 1954 ukončil studia dizertační prací pod názvem Návrh optické soustavy malého elektronového mikroskopu. Od roku 1954 pracoval jako vědecký pracovník Laboratoře elektronové optiky ČSAV v Brně. V roce 1964 získal vědeckou hodnost doktora věd a vedl oddělení elektronové optiky, roku 1968 pak byl jmenován profesorem oboru měřící techniky. Do důchodu odešel v roce 1978.
Oženil se v roce 1950, vzal si Marii Chmelovou, roku 1955 se mu narodil syn Vladimír, ten se později stal lékařem. Hrál na harmoniku a v Ústavu přístrojové techniky vedl orchestr.

## Dílo
Pracoval na konstrukci prvního elektronového mikroskopu v Československu, za tuto práci obdržel v roce 1953 Řád práce, později pak byl jedním z navrhovatelů elektronového stolního mikroskopu, ten posléze byl od roku 1957 vyráběn v Tesle Brno. V roce 1958 pak na EXPO v Bruselu získal za tuto práci Zlatou medaili a také Státní cenu Klementa Gottwalda. V roce 1959 také navrhl difraktograf, později i elektronový mikroskop s vysokou rozlišovací schopností (ten byl oceněn zlatou medailí brněnského mezinárodního veletrhu).
Byl autorem mnoha publikací, skript a monografií. Přednášel na kongresech, byl členem vědeckých společností.
Vladimír Drahoš získal šest patentů.